# Junularo Esperantista Brita
La Junularo Esperantista Brita (JEB; letteralmente "Gioventù esperantista britannica", in lingua esperanto) è un'associazione esperantista giovanile attiva nel Regno Unito. Si tratta della sezione britannica della Tutmonda Esperantista Junulara Organizo, la massima organizzazione esperantista giovanile mondiale, e della sezione giovanile della Esperanto-Asocio de Britio, che rappresenta il Regno Unito in seno all'Associazione universale esperanto.
La partecipazione all'associazione è gratuita, e aperta a tutti i residenti nel Regno Unito che non abbiano ancora raggiunto i 30 anni di età.

## Storia
La Esperanto-Asocio de Britio fu fondata nel 1904, e per il mezzo secolo successivo fu il punto di riferimento principale per il movimento esperantista nel Regno Unito.
Nel 1958, per la prima volta, un gruppo di giovani esperantofoni si riunì con l'intenzione di fondare un'associazione specificamente rivolta alla gioventù, che costituisse una sezione giovanile dell'associazione nazionale. Fra di loro vi era Humphrey R. Tonkin, le cui lezioni presso l'Università di Cambridge furono seguite da numerosi studenti che in seguito avrebbero rivestito un ruolo di primo piano nel movimento esperantista, come John Wells, che sarebbe divenuto presidente della Esperanto-Asocio de Britio, della Akademio de Esperanto, dell'Associazione universale esperanto e dell'Associazione fonetica internazionale.
L'attività della JEB si ridusse molto nel corso dei successivi cinquant'anni. Un intenso sforzo di rinnovamento giunse nel 2003, con la sua rifondazione formale, avvenuta a Glasgow; la vera rinascita avvenne nel 2006, con la fondazione di un'associazione gemella, la Novajeb, a cura dell'attivista Daniel White. A seguito di un incontro tenuto a Scarborough, i membri della Novajeb furono ammessi nel consiglio direttivo della JEB, che poté riprendere appieno le proprie attività.
L'associazione mantiene un sito internet ed un forum di riferimento per i giovani esperantisti anglofoni, ma tiene anche incontri periodici per i propri associati; simili riunioni si sono tenute, sinora, a Stratford upon Avon, Leicester, Peterborough e Buxton.
La JEB è inoltre particolarmente attiva nel campo delle relazioni con le consociate straniere facenti parte della TEJO. Nel 2007 ha inoltre ripreso le pubblicazioni del periodico Saluton, che sono cessate dopo quattro numeri in favore di una meno costosa e più capillare attività di informazione in rete.